# アンクル・ドリュー
『アンクル・ドリュー』（原題:Uncle Drew）は、2018年に公開されたアメリカ合衆国のスポーツコメディ映画である。監督はチャールズ・ストーン三世、主演は現役NBA選手カイリー・アービング。元NBA選手のシャキール・オニール、レジー・ミラー、クリス・ウェバー、ネイト・ロビンソンが共演。コメディ俳優のリル・レル・ハウリー、ティファニー・ハディッシュが脇を固める。

## 概略
マイケル・ジョーダンに憧れバスケを始めた青年ダックス（リルレル・ハウリー）。あるトラウマから選手の夢を諦め、ストリートバスケチームのコーチをしていたある日、ひょんな事からかつて伝説のバスケ選手だったドリュー爺さん（カイリー・アービング）と出会う。ドリュー爺さんのかつての仲間で爺さんドリームチームを結成し　、ニューヨーク最大のストリートバスケ大会に挑み、大切な仲間や愛を取り戻していく。

## キャスト
- カイリー・アービング - ドリュー爺さん
- リル・レル・ハウリー - ダックス
- シャキール・オニール - ビッグ・フェラ
- クリス・ウェバー - プリーチャー
- レジー・ミラー - ライツ
- ネイト・ロビンソン - ブーツ
- リサ・レスリー - ベティ・ロー
- エリカ・アッシュ - マヤ
- J・B・スムーヴ - アンジェロ
- マイク・エップス - ルイス
- ティファニー・ハディッシュ - ジェス
- ニック・クロール - ムーキー
- アーロン・ゴードン - キャスパー

### 本人役でのカメオ出演
- セレマ・マセケラ
- ジョン・カリパリ
- ジョナサン・ハモンド
- スクープ・ジャクソン
- ピー・ウィー・カークランド
- アール・モンロー
- クリス・マリン
- ビル・ウォルトン
- ジョージ・ガービン
- スティーブ・ナッシュ
- デビッド・ロビンソン
- ジェリー・ウェスト
- ディケンベ・ムトンボ
- ニーニー・リークス

## 製作
2017年2月16日、ペプシコはペプシマックスの広告に出てくるキャラクター、ドリュー爺さんを主人公にした映画を製作すると発表した。9月5日、Twitterで主要キャストが発表された。

## 興行収入
本作は『ボーダーライン: ソルジャーズ・デイ』と同じ週に封切られ、公開初週末に1100万ドルから1500万ドルを稼ぎ出すと予想されていたが、この予想は的中した。2018年6月29日、本作は2742館で封切られ、公開初週末に1524万ドルを稼ぎ出し、週末興行収入ランキング初登場4位となった。

## 評価
本作に対する批評家の評価は伸び悩んでいる。映画批評集積サイトのRotten Tomatoesには35件のレビューがあり、批評家支持率は57%、平均点は10点満点で5.8点となっている。サイト側による批評家の見解の要約は「カイリー・アービングのコメディ映画出演はバスケファンには十分受けるが、『アンクル・ドリュー』は型にはまった演出と過剰なまでのプロダクトプレイスメントに支えられた作品である。」となっている。また、Metacriticには19件のレビューがあり、加重平均値は57/100となっている。なお、本作のCinemaScoreはAとなっている。
『バラエティ』のピーター・デブルージはNBAの現役選手たちの演技と特殊メイクを称賛した上で、「『アンクル・ドリュー』を見ても観客はゼロカロリーのコーラを飲みたいと思わないだろうが（奇妙なことに、ペプシコーラよりもナイキの製品の方が劇中で目立っている）、このバスケットボールを題材にした温かなコメディ映画―監督のチャールズ・ストーン三世はスポーツを見せるセンスに秀でている―はストリートボールという競技自体の長大な広告として機能し得る」と述べている。